# Тривіально досконалий граф

Побудова тривіально досконалого графу зі вкладених інтервалів і з відношення досяжності в дереві

Тривіально досконалий граф — це граф із властивістю, що в кожному його породженому підграфі розмір найбільшої (за розміром) незалежної множини дорівнює числу найбільших клік. Тривіально досконалі графи першим вивчав Волк, але назву дав Голумбік. Голумбік писав, що «цю назву вибрано з огляду на тривіальність доведення, що такі графи є досконалими». Тривіально досконалі графи відомі також як графи порівнянності дерев, деревовидні графи порівнянності і квазіпорогові графи.

## Еквівалентні описи
Тривіально досконалі графи мають кілька інших еквівалентних описів:
- Вони є графами порівнянності дерев з теорії порядків[en]. Тобто, нехай T — частковий порядок, такий, що для будь-якого t ∈ 'T' множина {s ∈ T : S < t} є цілком упорядкованою з відношенням < і T має найменший елемент r. Тоді граф порівнянності порядку T тривіально досконалий і будь-який тривіально досконалий граф можна сформувати таким способом[7][8].
- Вони є графами, що не містять шляху P4 або циклу C4 як породжених підграфів[7][9][10]
- Вони є графами, в яких кожен зв'язний породжений підграф містить універсальну вершину[3].
- Вони є графами, які можна подати як інтервальні графи множини вкладених проміжків. Множина проміжків має властивість вкладеності, якщо для будь-яких двох проміжків із множини вони або не перетинаються, або один з них міститься в іншому[11].
- Вони є графами, які одночасно є хордальними графами і кографами[12][13]. Це випливає з опису хордальних графів як графів без породжених циклів довжини чотири і більше і кографів як графів без породжених шляхів з чотирма вершинами (P4).
- Це графи, які водночас є кографами й інтервальними графами[12][13].
- Вони є графами, які можна утворити, починаючи з графів з однією вершиною, за допомогою двох операцій — незв'язного об'єднання двох менших тривіально досконалих графів і додання нової вершини, суміжної всім вершинам меншого тривіально досконалого графу[6][14]. Ці операції відповідають утворенню нового лісу незв'язним об'єднанням двох менших лісів і утворенню дерева з'єднанням нового кореня з коренями всіх дерев лісу.
- Вони є графами, в яких для будь-якого ребра uv околи вершин u і v (включно з самими u і v) вкладені — один окіл має бути околом іншого[13].
- Вони є графами перестановки, визначеними зі сортованих у стеку перестановок[en][15].
- Вони є графами з властивістю, що в кожному його породженому підграфі число клікового покриття дорівнює числу максимальних клік[16].
- Вони є графами з властивістю, що в кожному його породженому підграфі клікове число дорівнює псевдочислу Ґранді[16].
- Вони є графами з властивістю, що хроматичне число кожного його породженого підграфу дорівнює псевдочислу Ґранді[16].

## Пов'язані класи графів
З еквівалентних описів тривіально досконалих графів випливає, що будь-який тривіально досконалий граф є також кографом, хордальним, птолемеєвим, інтервальним і досконалим графом.
Порогові графи — це точно ті графи, які є одночасно тривіально досконалими і є доповненням тривіально досконалих графів (тривіально досконалих кографів).
Вітряки є тривіально досконалими.

## Розпізнавання
Чу описує простий алгоритм лінійного часу для розпізнавання тривіально досконалих графів, заснований на лексикографічному пошуку в ширину. Коли алгоритм LexBFS видаляє вершину v з першої множини в черзі, алгоритм перевіряє, що всі сусіди вершини v, що залишилися, належать тій самій множині. Якщо ні, один із заборонених породжених підграфів можна побудувати з v. Якщо перевірка успішна для всіх v, то граф тривіально досконалий. Алгоритм можна модифікувати для перевірки за лінійний час, чи є граф доповненням тривіально досконалого графу.
Визначення, чи стає граф загального вигляду після видалення k ребер тривіально досконалим графом, є NP-повною задачею, фіксовано-параметрично розв'язною, і її можна розв'язати за час O(2,45k(m+n)).